# George Robert Milne Murray
Pour les articles homonymes, voir Milne et Murray.
Cet article possède des paronymes, voir George Murray et George Milne.
George Robert Milne Murray est un botaniste britannique, né le 11 novembre 1858 à Arbroath en Écosse et mort le 16 décembre 1911.

## Biographie
Il est le fils de George Murray et de Margaret Sayles. Il étudie auprès d’Heinrich Anton de Bary (1831-1888) à Strasbourg en 1875. Il se marie à Helen Welsh en 1884, union dont il aura une fille et un fils. Il devient conservateur-assistant au département de botanique au British Museum en 1876, puis conservateur de 1895 à 1905.
Il enseigne la botanique à l’école de médecine du St. George’s Hospital de 1882 à 1886 puis au Royal Veterinary College de 1890 à 1895. Il participe, comme naturaliste, à l’expédition dans les Caraïbes destinée à observation l’éclipse de 1886 et est le directeur scientifique de l’expédition en Antarctique en 1901.
Murray est notamment l’auteur du Hand-book of Cryptogamic Botany (avec Alfred William Bennett (1833-1902), 1889), Introduction to the Study of Seaweeds (1895), The Antarctic Manual (1901) et est directeur de publication, de 1892 à 1895 de Phycological Memoirs.